# Kolneński
Kolneński là một huyện thuộc tỉnh Podlaskie của Ba Lan. Huyện có diện tích 940 km². Đến ngày 1 tháng 1 năm 2011, dân số của huyện là 38850 người và mật độ 41 người/km².